# 角森脩平
角森 脩平（かどもり しゅうへい、1982年7月31日 - ）は、日本を代表する美容整体師。福井県三方郡出身。福井県立美方高等学校、平成医療学園専門学校卒業。

## 来歴
- 1982年 - 福井県三方郡生まれ。
- 2001年 - 福井県立美方高等学校卒業
- 2005年 - 平成医療学園専門学校 柔道整復師科卒業
- 2008年 - 平成医療学園専門学校 鍼灸師科卒業
- 2010年 - 冨金原カイロプラクティック学園卒業
- 2011年 - 塩川スクール・ガンステッド カイロプラクティック国際セミナー全課程終了

## 資格
- カイロプラクター
- 鍼灸師
- 柔道整復師
- メディカルトレーナー
- テーピング療法指導員
- 調理師

## 著書
- ほうれい線 撃退マッサージBOOK（2014年3月19日、幻冬舎、ISBN 978-4344026438）
- 小顔美人になれる30の習慣（2014年9月18日、幻冬舎、ISBN 978-4344026438）